# RBS Be 4/8 (81-89)
De Be 4/8 en later verlengd tot Be 4/10 is een elektrische tram met lage vloer deel bestemd voor het regionaal personenvervoer van de Regionalverkehr Bern-Solothurn (RBS).

## Geschiedenis
De tram werd door Schindler Waggon Pratteln (SWP) / Schweizerische Industrie-Gesellschaft (SIG) / Asea Brown Boveri (ABB) ontworpen en gebouwd voor de Regionalverkehr Bern-Solothurn (RBS).
In 2009 werden extra lagevloer rijtuigen bij Stadler Rail besteld en in 2010 in alle 9 trams geplaatst.

## Constructie en techniek
Deze trein is opgebouwd uit een stalen frame. De trein is opgebouwd uit een motorwagen en stuurstandrijtuig. Deze treinstellen kunnen tot twee stuks gecombineerd rijden.
Het extra rijtuig is opgebouwd uit een aluminium frame met lagevloerdeel en werd door Stadler Rail gebouwd.

## Tramdienst
De tram wordt door Regionalverkehr Bern-Solothurn (RBS) ingezet op het volgende traject:
| Lijn | Bestemmingen            | Bedrijf | Periode    | Opmerkingen                    |
| ---- | ----------------------- | ------- | ---------- | ------------------------------ |
| G    | Bern - Muri - Worb Dorf | RBS     | vanaf 1974 | sinds december 2010 als lijn 6 |